# Prosemanotus elongatus
Prosemanotus elongatus là một loài bọ cánh cứng trong họ Cerambycidae.